# Hemidactylus albofasciatus
Hemidactylus albofasciatus là một loài thằn lằn trong họ Gekkonidae. Loài này được Grandison & Soman mô tả khoa học đầu tiên năm 1963.